# Maytenus hotteana
Maytenus hotteana är en benvedsväxtart som beskrevs av Ignatz Urban. Maytenus hotteana ingår i släktet Maytenus och familjen Celastraceae. Inga underarter finns listade.